# Tercer Reparto de Polonia
El Tercer Reparto de Polonia, en 1795, fue último de las sucesivas desmembraciones territoriales que sufrió el reino de Polonia-Lituania a manos de sus vecinos el Imperio ruso, Austria, y Prusia. Con esta partición Polonia desapareció como estado independiente en Europa hasta 1807, cuando se constituyó brevemente el Gran Ducado de Varsovia. Extinto este en 1815, no existiría un estado polaco independiente hasta 1918.

## Antecedentes
El Reino de Polonia-Lituania se hallaba muy debilitado en el terreno político y económico desde inicios del siglo XVIII, tras una serie de desastrosas guerras contra Suecia, agravadas por los enfrentamientos entre la aristocracia local o szlachta y los sucesivos reyes, pese a los fallidos intentos del monarca polaco Augusto el Fuerte de imponer la autoridad real sobre la aristocracia. La creciente debilidad polaco-lituana quedó evidenciada en la Guerra de Sucesión polaca de 1733-1738 donde Rusia, Austria, y Prusia intervinieron militarmente, y luego en la Guerra de los Siete Años donde Rusia forzó a Polonia-Lituania a ceder derecho de paso a sus tropas en sus campañas bélicas contra Prusia.
Los enfrentamientos políticos entre la monarquía polaca y la szclachta causaron que ambos bandos buscaran apoyo financiero y militar en las potencias vecinas, preferentemente en Prusia y Rusia, lo cual afectó la independencia del país al aumentar la influencia extranjera en asuntos internos. El hecho que Polonia-Lituania siguiera la regla de la monarquía electiva (donde la aristocracia elegía al rey) dificultaba más la estabilidad política del país y propiciaba la anarquía en la administración interna.
En 1769 una facción de nobles fundaron la Confederación de Bar en oposición al rey Estanislao II Poniatowski y ello fue visto en Prusia, Austria y Rusia como una justificación para intervenir militarmente en Polonia-Lituania. Ante las tensiones austro-rusas causadas por los triunfos bélicos del Imperio ruso sobre el Imperio Otomano, Federico de Prusia propuso que las ambiciones de las tres potencias se dirigieran a la debilitada Polonia-Lituania, lo cual fue aceptado. Así, en 1772 Austria, Rusia y Prusia acordaron repartirse territorios polacos tras aplastar la oposición bélica de la Confederación de Bar.
Tras esta pérdida, el rey Estanislao II aceptó emprender urgentes reformas políticas para fortalecer Polonia, pero tratando al mismo tiempo de no recortar privilegios de la aristocracia, por lo cual tales reformas carecieron de vigor. Cuando en 1791 se aprobó en Polonia-Lituania la Constitución del 3 de mayo para evitar la inestabilidad causada por las ambiciones de la szlachta y fortalecer la autoridad central del monarca, los aristócratas descontentos formaron la Confederación de Targowica y se sublevaron para preservar sus privilegios pidiendo apoyo a Rusia. 
Como resultado estalló la "Guerra en defensa de la constitución" donde a una guerra civil polaca se sumó la intervención rusa en apoyo de la facción más conservadora; esta lucha culminó cuando el propio rey Estanislao II aceptó las presiones de la aristocracia prorrusa y tras celebrar un Sejm (parlamento) en Grodno en septiembre de 1793, aceptó anular la Constitución del 3 de mayo, obligarse a no concluir pactos ni alianzas sin autorización rusa, dar derecho de tránsito y acuartelamiento de tropas rusas en Polonia-Lituania, y ceder nuevos territorios a Rusia. A su vez, Rusia admitió otorgar territorios occidentales polacos a Prusia para calmar las inquietudes de la corte prusiana.

## La revuelta de Kosciuszko

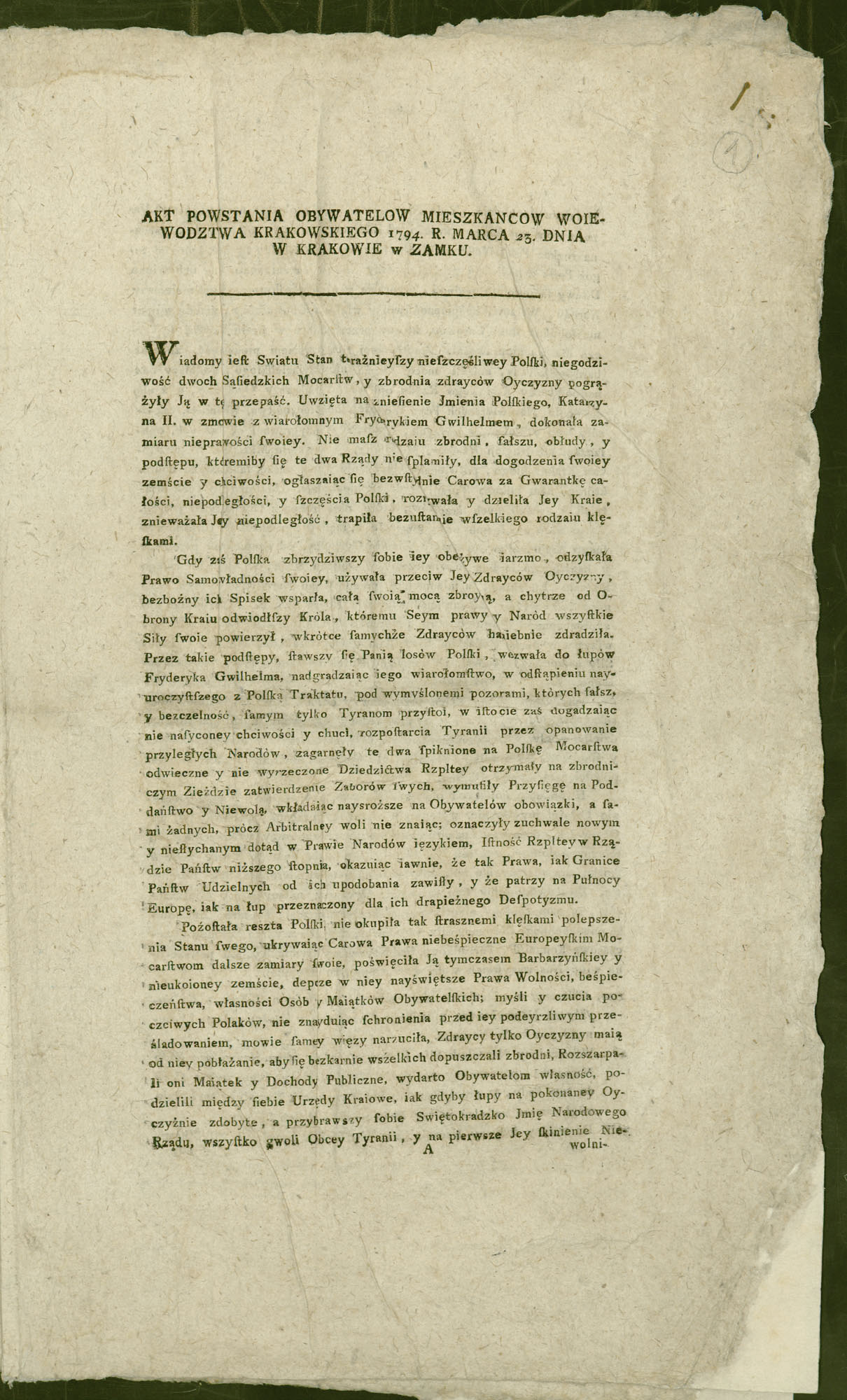
Manifiesto de la revuelta de Kościuszko, marzo de 1794

Frente a estas circunstancias, los polacos intentaron mantener su independencia en tanto los aristócratas de la Confederación de Targowica estaban desilusionados porque Rusia había aprovechado la derogatoria de la Constitución del 3 de mayo para anexarse nuevos territorios, en contra de la promesa hecha por los embajadores rusos al rey Estanislao II. En abril de 1794 los gobiernos de Prusia y Rusia ordenaron que el ejército polaco redujera sus efectivos a la mitad, entregando la otra mitad de las tropas a los ejércitos ruso y prusiano para su enrolamiento en estos. Ante ello, un regimiento de soldados polacos se sublevó en Ostrołęka y este evento causó una sublevación generalizada en Polonia contra las guarniciones rusas y prusianas que habían sido acantonadas en territorio polaco de manera permanente desde 1793.
En esta ocasión Tadeusz Kosciuszko dirigió las tropas polacas en un esfuerzo para restablecer la plena independencia del país y también estimular reformas políticas, para lo cual concibió la idea de proclamar el fin de la servidumbre campesina. Este plan serviría para reclutar más tropas, unir a la gran masa de campesinos al movimiento nacionalista (ante el cual habían mostrado indiferencia en el pasado), y eliminar distinciones sociales que pudieran ser explotadas por rusos y prusianos. No obstante, su esfuerzo fracasó en tanto muchos aristócratas se negaron a esta concesión, mientras que el temor a las ideas de la Revolución Francesa causaba que la aristocracia polaca más reaccionaria prefiriese aceptar la dominación rusa antes que las reformas propuestas por Kosciuszko.
Kosciuszko y sus aliados declararon asimismo que su objetivo final era restablecer la independencia de Polonia bajo los principios de la Constitución de 1791, lo cual significaba que no se proponían restaurar los privilegios que tenía la szlachta en el régimen anterior, precipitando nuevamente la pérdida de apoyo entre la gran nobleza, que rehusó apoyar la revuelta. De igual modo, la sublevación esta vez se extendió a Lituania, donde la aristocracia local manifestó su rechazo a la ocupación militar rusa y expulsó a sus guarniciones de Vilna y Kaunas, en tanto los rebeldes polacos habían ofrecido reducir la preponderancia de Polonia en el esquema de la República de las Dos Naciones y aumentar la importancia política de los lituanos.
Las fuerzas polacas contuvieron inicialmente la invasión prusiana en las afueras de Varsovia, pero no estaban en condiciones de vencer un ataque simultáneo de tropas rusas; pese a lograr iniciales éxitos contra los prusianos, los rebeldes polacos se hallaban en gran dificultad para seguir la resistencia contra enemigos muy superiores en número y armamento, en tanto las tropas regulares polacas se hallaban bastante debilitadas desde la guerra de 1792 y luchaban además contra la oposición de gran parte de la szlachta. 
A inicios de septiembre de 1794 las tropas polacas empezaron a ser vencidas por las fuerzas superiores en número del general ruso Aleksandr Suvórov, que tomó Varsovia en noviembre de 1794, poniendo fin a la revuelta. En simultáneo, tropas prusianas retornaron a suelo polaco, reforzadas en hombres y material, para recuperar sus posiciones perdidas; ante la imposibilidad de seguir la resistencia tras la caída de Varsovia, los rebeldes polacos capitularon.

## Términos del último reparto
En octubre de 1795, se suscribieron los últimos acuerdos entre el Imperio ruso y Prusia para disponer un tercer reparto de Polonia-Lituania, en virtud del cual la República de las Dos Naciones dejaba de existir, considerando innecesario reunir un Sejm al tener de antemano planeada la extinción de Polonia-Lituania. Las negociaciones se realizaron en San Petersburgo y fueron marcadas por disputas entre Austria y Prusia, hasta que el acuerdo final se celebró en 1796. De acuerdo con los términos pactados, Rusia ocupaba todo el resto de Bielorrusia aún bajo dominio polaco, y se le otorgaba la llanura central polaca, con las regiones de Masovia, Polesia, y Podlaquia. Rusia también se apoderó de la totalidad de Lituania (anexión del Ducado de Curlandia y Semigalia), fijando la frontera de sus nuevos dominios hasta el río Niemen. 
El Reino de Prusia se anexó los territorios aún libres de la Polonia Mayor junto con Łódź, Varsovia, y sus alrededores, mientras confirmó su dominio sobre el litoral de Pomerania. En el mismo tratado se pactó evitar conflictos con Austria reconociendo a ésta la posesión sobre la totalidad de las provincias polacas de Galitzia y la Polonia Menor, incluyendo como posesión austriaca a la ciudad de Cracovia.
El rey Estanislao II fue forzado a abdicar sin designar sucesor y marchó exiliado a Rusia, residiendo en un palacete de San Petersburgo hasta su muerte en 1798. Los aristócratas que se habían negado a apoyar la revuelta de Kosciuszko conservaron sus bienes y privilegios como súbditos rusos, mientras que se expropió a los sostenedores de la revuelta.